# El refugio del miedo
El refugio del miedo (en inglés, Creation of the Damned y Refuge of Fear) es una película española de ciencia ficción de 1974 dirigida por José Ulloa.

## Sinopsis
Norteamérica, en un futuro próximo. Dos matrimonios y el hijo de uno de ellos conviven en un extraño apartamento que en realidad es un refugio antiatómico. El mundo ha sido devastado por una guerra nuclear y el grupo aguarda a que desaparezca la radioactividad.

## Reparto
- Craig Hill como Bob
- Teresa Gimpera como Margie
- Patty Shepard como Carol
- Fernando Hilbeck como Arthur
- Pedro Mari Sánchez como Chris
- Fernando Millet como Sheridan

## Producción
La película nace de un consejo que le dio el guionista Cesare Zavattini al director José Ulloa:

La cosa fue que un día hablando Cesare Zavattini, un guionista muy importante, padre del neorrealismo italiano, éste me aconsejó, puesto que yo estaba ya muy cansado de mi trabajo de ayudante de dirección y muy quemado de colaborar en malas películas, me dijo: “haz una película pequeña pero que sea tuya” y cómo yo ya tenía ésta historia con tan solo cinco personajes, pues dije: ¡ya está!, y esa fue la que hice. Por otro lado, estaba mi terror personal a una presumible guerra nuclear, con los misiles apuntándose mutuamente entre rusos y norteamericanos en la realidad de aquellos días.

José Ulloa, una vida en el cine (La abadía de berzano).

Fue la ópera prima de José Ulloa, cineasta curtido como ayudante de dirección de Ignacio Iquino, producida por Profilmes, la productora de José Antonio Pérez Giner. 

Fue una película que yo necesitaba hacer como fuera, era algo vital. Con tan solo cinco personajes encerrados en un refugio, yo la concebía más como una película a lo Ingmar Bergman que a lo terror de la Hammer. Empecé a pasear el guión para ver quién me la producía ya que era muy barata, pero como nadie se interesaba, empecé a darle vueltas para hacerla con mis medios. Casualmente, un día me entero de que en Barcelona hay una productora que se llama Profilmes y que se dedica al cine de terror, y que se autocalifica como la Hammer catalana. Les fui a ver, les gustó el guión, y no hubo que insistirles; al día siguiente me dijeron “vamos a hacerla”, y me quede helado, porque yo llevaba dos años intentando hacerla, y de la noche a la mañana… Me propusieron rodarla en inglés y me pareció bien. Yo les ofrecí como actores al norteamericano Craig Hill, Teresa Gimpera, Patty Shepard (…), con los que yo ya había trabajado, y me los aceptaron. Y la película se hizo con un presupuesto bajísimo, con unos aprietos de tiempo terribles, ya que había que rodarla en 23 jornadas de 8 horas cada una. Apenas se pudo acabar bien el rodaje por falta de tiempo.

José Ulloa, una vida en el cine (La abadía de berzano).

El film se inscribe en el género cinematográfico de la ciencia ficción española y tiene como antecedente temático La hora incógnita (1964) de Mariano Ozores, película que basa sus miedos en una hipotética guerra fría que acabe derivando en una hecatombe nuclear.

Hay que considerar a El refugio del miedo como un título precursor que marcó la pauta argumental de films posteriores, caso de Último deseo (1976) de León Klimovsky, Espectro (Más allá del fin del mundo) (1978) de Manuel Esteba, o, sobre todo, La casa / Intrighi tra le stelle (1974) de Angelino Fons, coproducción hispano-italiana realizada en el mismo año cuya trama guarda sospechosas similitudes con la de la presente, circunstancia en la que no se puede obviar la participación no acreditada en su guión de Pedro Mari Sánchez, a la sazón uno de los protagonistas de la cinta que nos ocupa.

José Luis Salvador Estébenez (José Ulloa, una vida en el cine).

## Miscelánea
- El matrimonio en la ficción formado por Teresa Gimpera y Craig Hill también era también matrimonio en la vida real.
- Tras filmar toda la trama interior del búnker en Barcelona, José Ulloa viajó en solitario a Nueva York y filmó los planos exteriores de la ciudad que abren la película.
- La foto fija de rodaje estuvo a cargo de la fotógrafa Colita, cuyas fotografías sirvieron de base para el cartel ilustrado de la película.
- El cartel de la edición española de la película está ilustrado por Mauro Mistiano, prolífico autor de carteles de cine como La selva esmeralda (1985) o Manhattan Sur (1985).
- El 19 de octubre de 2009, el fanzine El buque maldito organizó una proyección en Barcelona con la presencia del director José Ulloa y  los actores Teresa Gimpera y Craig Hill.[3]
- El 11 de septiembre del 2014, el Festival de Cine de Sitges recuperó la película y la proyectó en la sección Brigadoon.[4]
- El 15 de noviembre de 2022 se organizó una proyección de la película en Sala Fénix, teatro de Barcelona al que asistió el director José Ulloa, el foquista del film Paco Marín Andreu y varios amigos del director que organizaron el pase a modo de homenaje.[5]